# Baia Malaja Volokovaja
La baia Malaja Volokovaja (in russo губа Ма́лая Во́локовая?, guba Malaja Volokovaja; in finlandese: Maattivouno) è un'insenatura lungo la costa settentrionale russa, nell'oblast' di Murmansk, amministrata dal Pečengskij rajon. È situata nella parte sud-occidentale del Mare di Barents.

## Geografia
La baia si apre verso nordovest, 33 km a est del confine norvegese, tra la terraferma a sud e la penisola Srednij (Средний полуостров) a nord. Quest'ultima la separa dalla baia Bol'šaja Volokovaja (губа Большая Волоковая) a nord, la baia Motka (губа Мотка) a nord-est e il golfo Kutovaja (губа Кутовая) a est. L'ingresso è compreso tra capo Volokovyj (мыс Волоковый) a nord-est e capo Chirvasniemi (мыс Хирвасниеми) a sudovest. Ha una lunghezza di circa 8 km e una larghezza massima di quasi 4,2 km. La profondità massima è di 140 m.
Vi sfociano alcuni brevi corsi d'acqua, tra i quali l'emissario del lago Perjajarvi (озеро Перяярви) e del lago Kernavakin''jarvi (озеро Кернавакинъярви).
Alcune piccole isole senza nome si trovano nella parte meridionale della baia, a sud del piccolo golfo Pitkjavuono (залив Питкявуоно).
Le coste si sviluppano per circa 21 km, sono coperte da vegetazione tipica della tundra e sono ripide e rocciose, raggiungendo in alcuni punti altezze superiori ai 100 m.

## Storia
Attualmente non ci sono insediamenti lungo le coste della baia. Tra la fine del XIX secolo e l'inizio del XX secolo nella baia si trovava la piccola colonia di Malaja Motka, che al censimento del 1988 risultò avere avuto 32 abitanti (15 finlandesi e 17 sami). Gli edifici persistettero fino agli anni '40, cioè quando la regione apparteneva ancora alla Finlandia (1920-1944) e qui si trovava anche la caserma Ivari. Nel 1940-41, nella sua parte occidentale, si insediarono di stanza il 5º e 6º avamposto del 100º distaccamento di confine sovietico dell'NKVD. Durante la "grande guerra patriottica" le truppe sovietiche occuparono la penisola Srednij, mentre i tedeschi occuparono la costa meridionale della baia. La Flotta del Nord aveva un punto di sbarco lungo la parte occidentale della penisola. Il 29-31 marzo 1943 ci fu una battaglia tra i tedeschi e i ricognitori sovietici guidati dal capitano Junevič. In memoria delle azioni coraggiose dei soldati del 6º avamposto, nella zona furono eretti diversi obelischi.

## Etimologia
Il nome deriva dalla pratica del portage, in russo volok (волок), che indica un luogo in cui è necessario trasportare le imbarcazioni da un corso d'acqua ad un altro a causa di diversi ostacoli. In particolare, il portage in questione è l'istmo della penisola Srednij, che separa la Malaja Volokovaja dal golfo Kutovaja, nel quale si trovano numerosi torrenti e piccoli laghi. Da un esperimento del 1973 si è calcolato che in poco più di 4 ore si possono percorrere i 5,5 km dell'istmo con un peschereccio di medie dimensioni.